# 多镜头模式

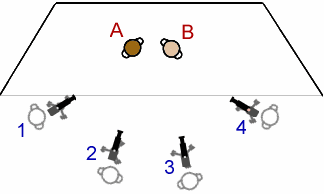
上图显示了多镜头模式的设置。

多镜头模式是指在拍摄电影以及视频等影视作品时使用两个以上相机同时拍摄，因此场景可以根據内容的变化随时更换视角，对应的还有单镜头设置。